# Kevin Murphy (natation)
Pour les articles homonymes, voir Kevin Murphy.
Kevin Murphy (1949-) est un nageur britannique spécialisé dans la nage en eau libre. Ayant traversé 34 fois la Manche, record masculin du nombre de traversées, il est surnommé le « roi de la Manche ». Le record absolu du nombre de traversées est détenu par la Britannique Alison Streeter avec 43 traversées. 
Ses 34 traversées incluent 3 double traversées.
C'est en 1968 qu'il effectue sa première traversée — Angleterre vers France — en 15 heures 15 minutes
En 1970, il devient l'une des 3 personnes à avoir réalisé la traversée aller retour en 35 heures 10 minutes.
En 2000, 32 ans après sa première traversée réussie et à l'âge de 51 ans, il effectue sa 32e traversée en 15 heures 10 minutes, plus rapide que sa première traversée en 1968.